# Freystadt
Freystadt település Németországban, azon belül Bajorországban. Lakosainak száma 9345 fő (2023. december 31.).

## Népesség
A település népessége az elmúlt években az alábbi módon változott:
| Lakosok száma | 858  | 1213 | 5593 | 6417 | 8628 | 8674 | 8904 | 9045 | 9116 | 9345 |
|               | 1875 | 1950 | 1975 | 1987 | 2012 | 2014 | 2016 | 2017 | 2021 | 2023 |